# Velika Kapela
La Velika Kapela est un massif montagneux situé en Croatie. Il fait partie des Alpes dinariques et culmine à 1 534 m au mont Bjelolasica.

## Géographie
Les monts Velika Kapela sont situés à l'est du Gorski Kotar. Ils s'étendent d'est en ouest depuis le Gorski Kotar jusqu'aux monts Mala Kapela et Lika et, du nord au sud, de la plaine d'Ogulin jusqu'à la plaine côtière de Vinodol, constituant ainsi un seuil montagneux entre la Pannonie continentale et la côte méditerranéenne. 

## Climat
Le climat de la Velika Kapela varie selon les secteurs. Il est de type continental jusqu'à la vallée d'Ogulin au nord ; le centre du massif, près du mont Bjelolasica, se caractérise par un climat montagnard, tandis que la côte jouit d'un climat méditerranéen. Les précipitations y sont abondantes tout au long de l'année.

## Flore et faune
Le massif abrite des parcs naturels et des zones protégées, parmi lesquels on peut citer les Bijele et Samarske stijene, les monts Klek et l'ensemble urbain frankopan d'Ogulin. 
La flore varie en fonction du climat, méditerranéenne au sud du massif (arrière-pays de Vinodol), alpestre ou de haute montagne au centre (Bjelolasica), continentale au nord (plaine d'Ogulin). La faune se caractérise aussi par sa diversité. On rencontre des prédateurs comme le loup, mais aussi l'ours, le lynx et l'aigle. D'autres animaux comme le chamois, le cerf, le chevreuil ou le tétras vivent également dans le massif.

## Histoire et économie
La Velika Kapela, « la grande chapelle » en croate, doit son nom aux chapelles catholiques en bois construites sur le massif. La montagne a fait partie des possessions de la noble famille croate des Frankopan, qui avait son fief à Ogulin.
Le massif, avec ses sommets et ses plateaux, est équipé pour le tourisme, avec, par exemple, le Centre olympique croate de Bjelolasica (Hrvatski Olimpijski Centar Bjelolasica). On y trouve également des hôtels et des pensions privées, de Mrkopalj à Ogulin. La montagne elle-même offre des possibilités aux amateurs de ski, d'alpinisme ou de randonnée pédestre.